# Ecgberht av Kent
Ecgberht av Kent, död 673, var en engelsk monark. Han var kung av Kent 664–673. 